# Родовинський Володимир Моїсейович
Володимир Моїсейович (Михайлович) Родовинський (20 лютого 1945) — радянський та український баскетболіст.

## Життєпис
Народився 20 лютого 1945 року. Стояв біля витоків створення професійного баскетбольного клубу в Миколаєві, як один з найближчих соратників тренера Віктора Боженара. Був асистентом головного тренера у 1972 році, коли команда вперше потрапила в першу лігу чемпіонату СРСР і отримала статус «команди майстрів».
Відновив кар'єру гравця і в 1976 році завоював разом з миколаївським «Спартаком» право виступати у вищій лізі Союзу, після чого остаточно перейшов на тренерську роботу.
У тому ж 1976 році, як головний тренер керував «Спартаком» в його першому яскравому сезоні серед грандів радянського баскетболу, потім протягом 10 років очолював команду, яка гідно представляла Миколаїв на всесоюзній арені
У 1994 році — головний тренер українського баскетбольного клубу «БІПА-Одеса».
Після закінчення спортивної кар'єри переїхав до Канади.